# Saarländische Kreditbank
Die Saarländische Kreditbank AG war eine 1947 gegründete saarländische Bank mit Sitz in Saarbrücken, die 2003 in der Deutsche Bank AG aufging.

## Gründung 1947
Die Errichtung der Saarländischen Kreditbank geht auf die regionale Aufspaltung der Deutschen Bank nach dem Zweiten Weltkrieg und die politische Sonderrolle des Saarlands mit dessen wechselnder Zugehörigkeit zum französischen und zum deutschen Wirtschaftsgebiet zurück. 1947 kam die Deutsche Bank AG, Filiale Saarbrücken, mit ihren Zweigstellen unter französische Zwangsverwaltung.
Ihre Geschäfte übernahm die Saarländische Kreditbank AG. Diese wurde am 22. Oktober 1947 als deutsche Aktiengesellschaft firmierend als Crédit Sarrois S.A. von einer Gruppe französischer Banken und Industrieunternehmen unter Führung des Crédit Industriel d’Alsace et de Lorraine (CIAL) gegründet. Die Hauptstelle lag in der Kaiserstraße 29–31 in Saarbrücken.

## Beteiligung der Deutsche Bank AG
1955 beteiligte sich die Deutsche Bank AG – damals noch in drei Nachfolgebanken aufgeteilt – am Kapital der Saarländischen Kreditbank, zunächst mit einem Drittel, im folgenden Jahr mit etwa zwei Dritteln. Vertreter der Deutschen Bank zogen in den Aufsichtsrat ein, und an den Filialen tauchte bald darauf der Zusatz „Gruppe Deutsche Bank“ auf.
Ende 1969 hatte die Bank eine Bilanzsumme von 448,6 Millionen DM. 1978 wurde aus der Saarländischen Kreditbank die Deutsche Bank Saar AG; auch vom Namen her sollte sie stärker mit der Muttergesellschaft verbunden werden. 1991 verfügte die Deutsche Bank über 69,24 % der Anteile.

## Verschmelzung mit der Deutsche Bank AG
2003 wurde die Deutsche Bank Saar AG auf die Deutsche Bank AG verschmolzen.

## Persönlichkeiten
- Jost Prüm (1968 bis 1996 Mitglied des Vorstands der Saarländischen Kreditbank)